# Кінець Вічності (фільм)
«Кінець Вічності» (рос. «Конец Вечности») — російський радянський двосерійний науково-фантастичний фільм 1987 року, поставлений режисером Андрієм Єрмашем за мотивами однойменного роману Айзека Азімова 1955 року.

## Сюжет

### Перша серія
Група керівників організації «Вічність» обговорює доцільність зв'язків своїх підлеглих-чоловіків із жінками. «Вічність» керує ходом історії Землі, розсилаючи своїх агентів у різні століття за допомогою Капсул Часу. Вони досягають стабільності історії, впливаючи на хід подій, змінюють його так, як самі вважають за потрібне, викорінюючи війни, шкідливі звичаї, потенційно небезпечні технології.
Своїх нових членів «Вічність» вербує з жителів різних епох, забираючи їх у дитячому віці. Пройшовши навчання, вони стають Вічними з різними функціями — Спостерігачами, Обчислювачами, Соціологами, Розраховувачами, Техніками тощо. Так до «Вічності» прибуває Ендрю Харлан.
Старший Обчислювач Лабан Твіссел досліджує звіти Ендрю і цікавиться його інтересом до історії перед 27-м століттям, коли було засновано «Вічність». Водночас Старший Обчислювач Фінджі вважає таке захоплення шкідливим. Лабан доручає Ендрю навчити Техніка Купера історії. Той був узятий до «Вічності» вже в дорослому віці та досі пам'ятає свою дружину. Харлан бере Техніка в інший час, за що його в покарання відправляють бути Спостерігачем у 48-у столітті під керівництвом Фінджі. Харлан знайомиться з секретаркою Харлана, Нойс Ламбент. Йому випадає нагода попрацювати разом з Нойс, але вона у «Вічності» тимчасово, на відміну від Харлана. Він закохується в секретарку, та розуміє, що їм не бути разом.
Фінджі дізнається про їхні стосунки й вважає це проблемою, що порушує хід історії. Організація мусить створити аварію, через яку в 48-у столітті людство не вийде в космос. Харлан доводить Соціологу Вою, що він може внести інакшу зміну, зберігши той самий результат, але уникнувши загибелі людей. Пообіцявши не виказувати цієї недбалості Воя, Харлан просить його розрахувати результат зміни долі Нойс. Той визначає, що Нойс не існуватиме і взагалі не ясно як вона могла бути в 48-у столітті. Ендрю вирішує врятувати Нойс і відправляється з нею до майбутнього. Летячи в Капсулі Часу, вони зупиняються у 1139-у столітті. Перед цим обоє минають «Закриті» століття, куди «Вічність» не має виходів і після яких людства вже не існує.

### Друга серія
Фінджі вимагає від Ради Часу покарати Харлана. Проте Лабан зупиняє його. Він переконаний, що в «Закритих» століттях існує загроза для «Вічності». Лабан розповідає Раді про записи великого ученого Віккора Маллансона, винахідника Капсули Часу. В записах згадувався Харлан, який відправив Купера в минуле, а той замкнув історію у коло, забезпечивши тим самим незнищенність «Вічності». При цьому Маллансон сам був прибульцем із «Вічності» — Купером. Задум Лабана полягає в тім, щоб відправити Купера у 24-е століття, де той під іменем Віккора закільцює історію. Тим часом Харлан намагається забрати Нойс, але шлях до неї заблокований. Він думає, що це Лабан поставив перепону.
Харлан розуміє, що необхідний Лабану, і вимагає від нього врятувати Нойс. Однак Лабан заздалегідь здублював пульт керування Капсулою Купера і коли той вирушає за Нойс, він бере відправку у власні руки. Ендрю ламає пульт, через що Купер опиняється у 20 столітті. Як наслідок існування «Вічності» опиняється під загрозою. Лабан погоджується повернути Нойс, але перед цим він повинен врятувати свою організацію.
Ендрю та Лабан розшукують сліди, які Купер міг лишити, щоб зв'язатися з «Вічністю». Переглядаючи рекламні оголошення 20 століття, Ендрю знаходить адресу за якою можна знайти Купера. Він знищує оголошення, перед цим запам'ятавши адресу, щоб Лабан не зміг його обдурити. Старший Обчислювач зізнається, що польоти блокують люди «Закритих» століть. Вони прибувають у час, де було залишено Нойс. Харлан добивається дозволу Лабана взяти Нойс із собою на пошуки Купера.
У 20-му столітті Ендрю спалює свій костюм, не збираючись повертатися. Він усвідомлює, що Нойс походить із «Закритих» століть і використовувала його для знищення «Вічності». Нойс стверджує, що справді кохає Ендрю, але той не вірить. Він знищує Капсулу, як наслідок Маллансон не потрапляє у 24-е століття і не створює в тій епосі машини часу.
Впевнений, що ним більше ніхто не маніпулює, Харлан іде геть. Дорогою він бачить Лабана і Фінджі, котрі входять до будівлі невідомої організації.

## У ролях
| • Олег Вавилов         | Ендрю Харлан                            |
| • Гедимінас Гірдвайніс | Купер                                   |
| • Георгій Жжонов       | Старший Обчислювач Лабан Твіссел        |
| • Віра Сотникова       | Нойс Ламбент                            |
| • Борис Іванов         | Обчислювач Сеннор                       |
| • Борис Клюєв          | Соціолог Вой                            |
| • Мікк Міківер         | Наставник (ректор школи Вічності) Ярроу |
| • Сергій Юрський       | Обчислювач Гоббі Фінджі                 |
| • Володимир Федоров    | карлик                                  |

## Знімальна група
- Автори сценарію — Андрій Єрмаш, Будимир Метальников за романом  Айзека Азімова «Кінець Вічності» (1955)
- Режисер-постановник — Андрій Ермаш
- Оператори — Наум Ардашніков, В. Горшков
- Композитор — Едуард Артем'єв
- Монтаж — Т. Егоричева
- Художник-постановник — Борис Бланк, Володимир Мурзін
- Режисери: Борис Вельшер, Леонід Черток
- Звукооператор: Ольга Буркова
- Художник-гример: І. Пермінова
- Художник по костюмах — А. Вавілова
- Головний консультант: С. П. Капиця

## Факти про фільм
- Натурні зйомки однієї зі сцен фільму (місце, куди Харлан прибуває в XX столітті) проходили в тих самих місцях, що і зйомки фільму Андрія Тарковського «Сталкер» — в Естонії, в 25 кілометрах від Таллінна, на річці Ягала в районі зруйнованої електростанції. Виразно видно й відходи целюлозно-паперової фабрики, що знаходиться неподалік від місця зйомок, — густа біла піна на воді. Коли ж Харлан іде стріляти в капсулу Часу, він виходить із зруйнованої будівлі, з тих самих дверей, біля яких у фільмі «Сталкер» герої робили опочи́вок. Своєрідна цитата — адже саме в цей час, наприкінці XX століття, і виникає Зона у фільмі «Сталкер»[1].